# Bernard Bonnejean
Bernard Bonnejean, nascido em 10 de junho de 1950, é um escritor e crítico literário francês especialista da poesia francesa do final do século XIX e início do século XX. A sua investigação centra-se na «Renouveau catholique des lettres» (Renovação Católica de Letras) um movimento significativo, onde grandes nomes da literatura como Paul Verlaine, Paul Claudel e Charles Péguy estão incluídos.

## Início da vida
Bernard Bonnejean é o caçula de quatro irmãos e quatro irmãs. Um dos irmãos, Roger, morreu logo após o nascimento. Seus ancestrais da parte da mãe vieram da Picardia, enquanto os do lado do pai vieram do Bourbonnais. No final de século XIX foram registados no departamento francês de Aisne, que está localizado na região da Picardia. Em maio de 1940, para fugir da invasão alemã, a família encontrou refúgio na comuna francesa Ernée. Na primavera de 1959 foram morar em Le Mans, onde seu pai, Maurice, trabalhou como ferreiro das Forças Armadas, para o arsenal do Exército. Em 1965 Maurice, depois de se aposentar, se estabeleceu no departamento de Mayenne com sua esposa e o filho mais novo, Bernard. Em 1970, os pais finalmente se estabeleceram em Laval.

## Carreira docente
Depois de obter o Bacharelato (em francês, «Baccalauréat» ou «Bac»), Bernard Bonnejean se tornou professor do ensino secundário. Titular de uma licenciatura (Licence) em Literatura Francesa, Cultura e Línguas Clássicas (grega, latina), Certificado de literatura moderna ("CAPES") para Saint-Pierre-la-Cour, ele terminou sua carreira como professor de liceu em Laval (Mayenne), com a Agrégation da literatura moderna, ele passou o Doctorat de Troisième Cycle, literalmente traduzido «doutorado de terceiro ciclo» depois de deixar a profissão de professor.
Ele também foi secretário da Associação Association Mayennaise d’Echanges et de Partage (AMEP), de 1975 a 2001, cujo principal objetivo era ensinar uma profissão a jovens mães solteiras em Camarões, para evitar a prostituição. Genevieve Tjouès, a camaronesa responsável peloprojeto, diretora da escola secundária e da fábrica da costura se tornou membro da Sanaga Marítima e líder nacional das crianças e mulheres junto ao governo camaronês. Após o seu sucesso, AMEP foi dissolvida.
Ele foi o fundador e presidente da Associação dos Lycées en poésie (Colégios em poesia). O objetivo era envolver os alunos e estudantes em todos os níveis da criação e administração: compositores da poesia, jurados, editores de um boletim informativo, contatos com a imprensa local, criação de filmes, seleção e apresentação de prêmios, etc. com o apoio financeiro e moral de todos os membros da comunidade educativa, ou seja, professores, educadores, enfermeiros e médicos da escola, pais, diretores...

## Pesquisa e Escrita
Em 1996 Bernard Bonnejean tornou-se conhecido nos meios acadêmicos como um ardente defensor do verdadeiro catolicismo, Paul Verlaine. Ele enalteceu sua qualidade literária e espiritual na coleção Liturgies Intimes (1892).
Outro objetivo era dar uma explicação racional para a metamorfose repentina e aparentemente ilógica de Joris-Karl Huysmans do naturalismo ateu para a conversão ao catolicismo.
Foi um dos primeiro e poucos defensores a valorizar a poesia de Santa Teresinha do Menino Jesus. Seu estudo, único em aparência, recebeu uma resposta entusiástica no mundo, especialmente nos países de língua francesa, língua espanhola e italiana a que dedicou um estudo detalhado e abrangente. Alguns anos mais tarde, o Papa João Paulo II reconheceu formalmente as qualidades dogmáticas e doutrinárias de poemas Teresianas na ocasião da sua proclamação como Doutora da Igreja.
A pesquisa de tese de doutorado sobre Les Poètes français d'inspiration catholique de Verlaine à Péguy, 1870-1914, (Os poetas franceses de inspiração católica de Verlaine a Péguy, 1870-1914), foi elaborada em 2003, na Universidade de Rennes II Alta Bretanha.

## Publicações
- Liturgies intimes: un recueil à redécouvrir in Spiritualité verlainienne, Actes du colloque international de Metz (novembre 1996), Klincksieck, 1997, ISBN 2-252-03171-9.
- Le Verlaine de Guy Goffette, in "Revue Verlaine", No. 5, 1997
- Huysmans avant "À Rebours": les fondements nécessaires d'une quête en devenir, in Le Mal dans l'imaginaire français (1850-1950), éd. David et L'Harmattan, 1998, ISBN 2-7384-6198-0.
- Les Poètes français d'inspiration catholique (1870-1914), 2 vol., (695 p.), Thèse de doctorat, Université de Rennes-II, 2003, Lille, Atelier de reproduction nationale des thèses, 2004.
- La Poésie thérésienne, Préface de Constant Tonnelier, Éditions du Cerf, Paris, 2006, 292 p., ISBN 978-2-204-07785-9.

A tese foi publicada em três volumes separados:
- Clio et ses poètes, les poètes catholiques dans leur histoire, 1870-1914 (préface de Dom Bertrand Gamelin), Editions du Cerf, Paris, 2007, 354 p., ISBN 978-2-204-08052-1.
- Le Dur Métier d'apôtres: les poètes catholiques à la découverte d'une réelle authenticité, 1870-1914, (préface d'Olivier Bourdelier), Editions du Cerf, Paris, 2009, 320 p., ISBN 978-2-204-08053-8.
- Les Chemins d'un Éden retrouvé, proximo livro.